# Gnidia denudata
Gnidia denudata är en tibastväxtart som beskrevs av John Lindley. Gnidia denudata ingår i släktet Gnidia och familjen tibastväxter. Inga underarter finns listade i Catalogue of Life.